# Subra (Ort)
Subra (ukrainisch und russisch Зубра; polnisch Zubrza) ist ein Dorf in der westukrainischen Oblast Lwiw mit etwa 3600 Einwohnern.
Am 29. Oktober 2017 wurde das Dorf ein Teil der neu gegründeten Landgemeinde Solonka (Солонківська сільська громада/Solonkiwska silska hromada), vorher bildete es eine eigenständige Landratsgemeinde.
Am 12. Juni 2020 wurde das Dorf, welches bis dahin im Rajon Pustomyty lag, ein Teil des neu gegründeten Rajons Lwiw.

## Geschichte
Der Ort wurde im Jahre 1407 als de Zubrza erstmals urkundlich erwähnt, und später mehrmals als Zubrza (1445, 1469, 1499, 1578). Der Name ist abgeleitet vom Europäischen Bison.
Das Dorf gehörte zunächst zur Adelsrepublik Polen-Litauen, Woiwodschaft Ruthenien, Lemberger Land und war schon im Mittelalter ethnisch polnisch, d. h. die Namen der Einwohner waren in den damaligen historischen Quellen überwiegend polnisch. Im Jahre 1408 erhielten die römisch-katholischen Einwohner (also ohne Ruthenen) des Dorfes das Magdeburger Recht. Die römisch-katholische Pfarrei wurde vor dem Jahr 1655 gegründet.
Bei der Ersten Teilung Polens kam das Dorf 1772 zum neuen Königreich Galizien und Lodomerien des habsburgischen Kaiserreichs (ab 1804).
Im Jahre 1900 hatte die Gemeinde Zubrza 201 Häuser mit 1152 Einwohnern, davon 1140 polnischsprachige, 12 deutschsprachige, 1114 römisch-katholische, 20 griechisch-katholische, 5 Juden, 13 anderen Glaubens.
Nach dem Ende des Polnisch-Ukrainischen Kriegs 1919 kam Subra zu Polen. Im Jahre 1921 hatte die Gemeinde Zubrza 232 Häuser mit 1311 Einwohnern, davon 1308 Polen, 3 Ruthenen, 1294 römisch-katholische, 6 griechisch-katholische, 11 evangelische.
Im Zweiten Weltkrieg gehörte es zuerst zur Sowjetunion und ab 1941 zum Generalgouvernement, ab 1945 wieder zur Sowjetunion, heute zur Ukraine. Die Polen wurden im Jahre 1946 nach Polen umgesiedelt.